# Getlycke Kvarnevatten
Getlycke Kvarnevatten är en sjö i Lilla Edets kommun i Bohuslän och ingår i Göta älvs huvudavrinningsområde.